# جشن طلاق
جشن طلاق مراسمی است که برای اعلام پایان یافتن یک ازدواج برپا می‌شود و بیان کننده مجرد شدن دوباره برگزار کننده مراسم است.
این مراسم به طرق گوناگون برگزار می‌شود، یک یا هر دو طرف می‌توانند در مراسم حضور داشته باشند.
در این مراسم کیک طلاق، تابوت حلقه ازدواج، و حلقه‌های طلاق بریده، یا شکسته شده وجود دارد.
سی‌ان‌ان در گزارشی که درباره جشن طلاق تهیه کرده است به این نکته اشاره دارد که تعداد برگزاری مراسم‌های این چنینی رو به ازدیاد است و به کاهش رنج ناشی از طلاق کمک می‌کند.
از اهداف دیگر برگزاری این مراسم جشن طلاق اعلام رسمی جدایی و اطلاع آن به شبکه اجتماعی فرد است.

## در ژاپن
در ژاپن زن با پوشیدن لباس ویژه جشن طلاق به همراه همسرش با شکستن حلقه ازدواج خود، به پیوند زناشویی خاتمه می‌دهد. در پایان مراسم نیز از میهمانان پذیرایی می شود.

## در ایران
در حال حاضر موضوع جدیدی با عنوان جشن به مناسبت طلاق در ایران مطرح شده است.
در این مراسم زوجین پس از طلاق رسمی جشنی را مثل جشن عروسی برگزار می‌کنند که همراه با شام و موزیک است.